# Sókol (Vólogda)
Sókol (ruso: Со́кол) es una ciudad rusa ubicada en el centro-sur de la óblast de Vólogda, en el norte de la Rusia europea. A efectos de desconcentración administrativa de los órganos federales y de la óblast, forma una unidad administrativa directamente subordinada a la óblast, y es al mismo tiempo la sede administrativa del raión homónimo sin formar parte del mismo. Sin embargo, a efectos de autogobierno local, la ciudad y el raión forman desde 2022 un único ayuntamiento, con estatus de ókrug municipal.
En 2023, la ciudad tenía una población de 34 298 habitantes. Es la tercera localidad más poblada de la óblast, solamente superada en población por Vólogda y Cherepovets.
Se ubica unos 30 km al noreste de la capital regional Vólogda, junto a la carretera M8 que lleva a Arcángel. El casco urbano de Sókol está atravesado por el río Sújona, unos 10 km al este del punto en el que el río efluye del lago Kúbenskoye.

## Historia
Se conoce la existencia del asentamiento en documentos desde 1615, cuando era una aldea (derevnia) llamada "Sokolovo" (Соколово). En 1896 se abrió junto a la aldea una estación de ferrocarril llamada "Sújona", en la línea de Vólogda a Arcángel. En 1897 se abrió junto a la estación una fábrica de papel llamada "Sókol", que dio lugar a un asentamiento industrial de casi seis mil habitantes. En 1929, al definirse los raiones del krai del Norte, se creó aquí el "raión de Sverdlov", cuya única ciudad era Kádnikov. Sin embargo, debido al desarrollo que alcanzó la fábrica de papel, en 1932 se fundó la actual ciudad, al fusionarse en un solo núcleo el asentamiento industrial de Sókol, la aldea de Sokolovo, el poblado ferroviario de Sújona y varias localidades rurales del entorno. Desde ese mismo año, el "raión de Sverdlov" pasó a ser el actual raión de Sókol.
La fábrica de papel de Sókol fue una de las más industrias más importantes de la región en tiempos de la Unión Soviética. Debido a su producción, la ciudad llegó a tener casi cincuenta mil habitantes. Tras la disolución de la Unión Soviética, la ciudad ha comenzado a sufrir un declive demográfico. En la década de 2010, el gobierno federal ha subvencionado la construcción de una gran fábrica de madera contrachapada, con la cual se pretende evitar la dependencia económica de la fábrica de papel, que hasta entonces era la única industria relevante de Sókol.